# Amadou Coulibaly
Amadou Tinder Coulibaly (Bobo-Dioulasso, 31 dicembre 1984) è un ex calciatore burkinabé, di ruolo difensore.

## Caratteristiche tecniche
Terzino destro, poteva essere impiegato anche come difensore centrale.

## Carriera

### Nazionale
Ha debuttato in Nazionale il 15 luglio 2001, in Zimbabwe-Burkina Faso (1-0). Ha messo a segno la sua prima rete con la maglia della Nazionale il 13 giugno 2004, nell'amichevole Burkina Faso-Benin (4-2), siglando la rete del momentaneo 2-2 al minuto 55. Ha partecipato, con la Nazionale, alla Coppa d'Africa 2004. Ha collezionato in totale, con la maglia della Nazionale, 15 presenze e due reti.